# 서용수 (연출가)
서용수는 대한민국의 텔레비전 드라마 연출감독이다.

## 드라마
- 2023년 KBS2 단막극 《KBS 드라마 스페셜 - 도현의 고백》 ... 연출
- 2023년 KBS2 단막극 《KBS 드라마 스페셜 - 오버랩 나이프, 나이프》 ... 연출
- 2024년 KBS2 특별기획 주말연속극 《다리미 패밀리》 ... 공동연출